# オザスコ・バレーボールクラブ
オザスコ・バレーボールクラブ（Osasco Voleibol Clube）は、ブラジル・サンパウロ州オザスコを本拠地とする女子バレーボールクラブ。1993年に創設された。2024/25シーズンはブラジルスーパーリーガ1部に所属。

## 歴史
Banco de Crédito Nacional（BCN銀行）が全国的にスポーツを促進することを目的としたスポーツ事業として女子バレーボールチームの発足を決定し、1993年にグアルジャと協定を結び創設された。こうしてBCN/Guarujáが誕生した。1993/94、1994/95、1995/96シーズンのスーパーリーガは3年連続で準優勝となった。1996年に本拠地をオザスコへ移転。1996/97シーズンからはチーム名をBCN/Osascoとして活動。スーパーリーガではなかなか上位へ進出できずにいたが、2001/02シーズンにジョゼ・ギマラエスを監督に招聘するとリーグで準優勝、2002/03シーズンのスーパーリーガでは決勝でGerdau/Minasに勝利し、遂に初優勝を果たした。2003/04シーズンからはチーム名をFinasa/Osascoとして、リーグ連覇を達成した。続く2004/05シーズンでのスーパーリーガでも優勝し3連覇を果たした。
2006/07シーズンからLuizomar De Mouraが監督に就任。2006/07～2008/09シーズンはスーパーリーガで3年連続で準優勝、2009/10シーズンのスーパーリーガでは決勝でSesc-RJ/Flamengoに勝利し、5年ぶりにリーグ制覇を果たした。2010/11シーズンはリーグ準優勝、世界クラブ選手権で銀メダルを獲得した。2011/12シーズンには南米クラブ選手権とスーパーリーガでタイトルを獲得した。2012/13シーズンは世界クラブ選手権で金メダルを獲得、スーパーリーガで準優勝となった。2014/15、2016/17シーズンのスーパーリーガで準優勝した。2017/18シーズンのスーパーリーガのセミファイナルでDentil/Praia Clubeに敗れリーグ4位となった。2018/19シーズンはスーパーリーガのセミファイナルでGerdau/Minasに敗れて3位で終えた。2020/21シーズンのスーパーリーガはセミファイナルでDentil/Praia Clubeに連敗して3位となった。2022/23シーズンのスーパーリーガではレギュラーラウンドを17勝5敗の2位で通過し、クォーターファイナルでEC Pinheirosに競り勝ってセミファイナルへ進出するも、Gerdau/Minasに敗れて3位となった。2023/24シーズンのスーパーリーガはレギュラーラウンドを18勝4敗で2位通過し、クォーターファイナルでEsporte Clube Pinheirosに勝利した。Gerdau/Minasとのセミファイナルで2戦とも敗れて2年連続の3位となった。

## 主な成績
スーパーリーガ
- 優勝：2002/03、2003/04、2004/05、2009/10、2011/12シーズン

バレーボール女子世界クラブ選手権
- 優勝：2012年

## 登録選手
2024-25年シーズンの登録選手は次の通り。
| 背番号 | 名前                   | ポジション           | 身長 |
| ------ | ---------------------- | -------------------- | ---- |
| 1      | Sophia Dantas          | リベロ               | 1.76 |
| 3      | Maria Clara Carvalhaes | セッター             | 1.75 |
| 4      | Maira Cipriano         | アウトサイドヒッター | 1.85 |
| 7      | Silvana Papini         | リベロ               | 1.78 |
| 9      | Tifanny Abreu          | オポジット           | 1.92 |
| 10     | Nelmaira Váldez        | アウトサイドヒッター | 1.87 |
| 11     | Valquíria Dullius      | ミドルブロッカー     | 1.89 |
| 12     | ナタリア・ペレイラ     | アウトサイドヒッター | 1.83 |
| 13     | Kenya Malachias        | セッター             | 1.85 |
| 14     | Larissa Besen          | ミドルブロッカー     | 1.90 |
| 15     | Geovana Freitas        | ミドルブロッカー     | 1.88 |
| 16     | Mayara Barcelos        | アウトサイドヒッター | 1.80 |
| 17     | ポリーナ・ラヒモワ     | オポジット           | 1.98 |
| 18     | カミラ・ブライト       | リベロ               | 1.70 |
| 19     | Amanda Danielli        | アウトサイドヒッター | 1.78 |
| 20     | Callie Schwarzenbach   | ミドルブロッカー     | 1.96 |
| 22     | Giovana Gasparini      | セッター             | 1.75 |

## 主な歴代所属選手
| - アナ・モーゼ - マルシア・クーニャ - アルレネ・シャビエル - フェルナンダ・ベンツリーニ - リカルダ・リマ - バーナ・ディアス - レイラ・バロス - イルマ・カルデイラ - バレスカ・メネセス - カロリナ・アルブケルケ - エリザンジェラ・オリベイラ - バレウスカ・オリベイラ - ラケル・シルバ - エリカ・コインブラ - レナタ・コロンボ - ジュシエリ・クリスチナ・バレト - カロリネ・ガッタス - パウラ・ペケーノ | - ウェリサ・ゴンザーガ - ジョゼファ・ファビオラ・ソウザ - シェイラ・カストロ - ジャケリネ・カルバリョ - マリアーネ・ステインブレシェル - ファビアナ・クラウジノ - ダニエル・リンス - レイア・シウバ - ジョイセ・シルバ - フェルナンダ・ロドリゲス - アデニジア・シルバ - ミシェリ・パボン - タイーザ・メネセス - アナ・チエミ・タカギ - スエリ・オリベイラ - タンダラ・カイシェタ - ナタリア・ペレイラ - ロベルタ・ラツキ | - アナ・コレーア - マーラ・レオン - ドルシラ・コスタ - ロレンネ・テイシェイラ - ガブリエラ・ソウザ - ダニエル・スコット - デスティニー・フッカー - レイチェル・アダムズ - サーニャ・マラグルスキ - ティヤナ・マレセビッチ - ナジャ・ニンコビッチ - アナ・ビエリツァ - カテリーナ・ボゼッティ - リセ・ファンヘッケ - ナターシャ・オスモクロビッチ - マルヴィナ・スマジェク - ケニア・カルカセス - アンヘラ・レイバ |